# روبی بردلی
سرهنگ روبی بردلی (به انگلیسی: Ruby Bradley، زاده ۱۹ دسامبر ۱۹۰۷ - درگذشته ۲۸ مه ۲۰۰۲) افسر نیروی‌های پرستاری ارتش ایالات متحده آمریکا، اسیر ژاپنی‌ها در جنگ جهانی دوم و یکی از برجسته‌ترین زنان در ارتش ایالات متحده بود. او اهل اسپنسر، ویرجینیای غربی بود، اما بیش از ۵۰ سال در فالز چرچ، ویرجینیا زندگی کرد.

## پیشه نظامی
بردلی در سال ۱۹۳۴ به‌عنوان یک پرستار اسکراب وارد نیروهای پرستاری ارتش ایالات متحده آمریکا شد. او در کمپ جان هی در فیلیپین خدمت می‌کرد و سه هفته پس از حمله به پرل هاربر در ۷ دسامبر ۱۹۴۱ توسط ارتش ژاپن اسیر شد.
در سال ۱۹۴۳، بردلی به اردوگاه زندانیان سانتو توماس در مانیل، پایتخت فیلیپین منتقل شد. در آنجا بود که او و چند پرستار زندانی دیگر لقب «فرشتگان در خستگی» را از اسیران دیگر به دست آوردند. برای چند ماه آینده، او به زندانیان کمک پزشکی می‌کرد و سعی می‌کرد تا هر زمانی که می‌توانست با فروکردن غذا در جیب‌های خود به کودکان گرسنه غذا بدهد، و اغلب خودش گرسنه بود. با کاهش وزن زیادی که داشت، او از فضای خالی که در لباس خود به وجود آمده بود برای قاچاق تجهیزات مورد نیاز جراحی به اردوگاه اسیران استفاده کرد. در اردوگاه او در ۲۳۰ عملیات شرکت داشت و به زایمان ۱۳ کودک نیز کمک کرد.
هنگامی که سربازان ایالات متحده در ۳ فوریه ۱۹۴۵ اردوگاه را به تصرف خود درآوردند، بردلی تنها ۸۶ پوند (۳۹ کیلوگرم) وزن داشت. او سپس به ایالات متحده بازگردانده شد و در آنجا به کار خود در ارتش ادامه داد. او در سال ۱۹۴۹ مدرک لیسانس علوم خود را از دانشگاه کالیفرنیا دریافت کرد.
بردلی در جنگ کره نیز به‌عنوان پرستار ارشد بیمارستان خدمت کرد. در نوامبر ۱۹۵۰، در جریان ضدحمله چین، او از فرار امتناع کرد تا زمانی که بیماران و مجروحان را در هواپیما در پیونگ‌یانگ درحالی که توسط ۱۰۰٬۰۰۰ سرباز چینی درحال پیشروی محاصره شده بود، سوار کند. درست زمانی که آمبولانس او از گلوله دشمن منفجر شد، توانست سوار هواپیما شود و جان سالم به در برد. در سال ۱۹۵۱، او به‌عنوان پرستار ارشد واحد نظامی ارتش هشتم ایالات متحده آمریکا منصوب شد، جایی که او بیش از ۵۰۰ پرستار ارتش را در سراسر کره سرپرستی کرد.
بردلی در سال ۱۹۵۸ به درجه سرهنگی ارتقا یافت و در سال ۱۹۶۳ از ارتش بازنشسته شد.

## اواخر زندگی و مرگ
پس از بازنشستگی در سال ۱۹۶۳، او به‌مدت ۱۷ سال به‌عنوان سرپرست پرستار غیرنظامی در شهرستان روان، ویرجینیای غربی به کارش ادامه داد. و همچنین یک مزرعه در نزدیکی خانواده‌اش خرید.
بردلی موضوع گزارش ۲۳ فوریه ۲۰۰۰ اخبار شبانه ان‌بی‌سی توسط تام بروکا، روزنامه‌نگار و نویسنده آمریکایی در مورد قهرمانان فراموش شده ارتش بود.
بردلی در سن ۹۴ سالگی به دلایل طبیعی درگذشت و در آرامستان ملی آرلینگتون به خاک سپرده شد.

## میراث
پس از مرگش در سال ۲۰۰۲، بردلی همچنین دریافت‌کننده قطعنامه یادبودی بود که توسط نماینده کنگره جو باکا از کالیفرنیا در رابطه با خدمات مثال زدنی او به این ملت تهیه شده بود.

## جوایز
سوابق نظامی بردلی شامل ۱۹ نشان، مدال و روبان جداگانه بود. این موارد عبارتند از:
- لژیون افتخار با خوشه برگ بلوط
- مدال ستاره برنز با خوشه برگ بلوط
- مدال قدردانی ارتش با خوشه برگ بلوط
- مدال زندانی جنگ
- استناد واحد ریاست جمهوری با خوشه برگ بلوط
- لوح تقدیر واحد شایسته
- مدال خدمات دفاعی آمریکا با بند «خدمات خارجی».
- مدال کمپین آمریکایی
- مدال کمپین آسیایی-اقیانوسیه با دو ستاره خدمت
- مدال پیروزی جنگ جهانی دوم
- مدال ارتش اشغال با بند «ژاپن».
- مدال خدمات دفاع ملی با ستاره
- مدال خدمات کره‌ای با سه ستاره کمپین
- مدال دفاع فیلیپین (جمهوری فیلیپین) با ستاره
- مدال آزادی فیلیپین (جمهوری فیلیپین) با ستاره
- مدال استقلال فیلیپین (جمهوری فیلیپین)
- مدال خدمات سازمان ملل متحد
- مدال خدمات جنگی کره (جمهوری کره)
- مدال فلورانس نایتینگل (صلیب سرخ بین‌المللی)

## تاریخ‌های رتبه‌ها
- ستوان دوم (رتبه نسبی) - ۱۶ اکتبر ۱۹۳۴[۸]
- ستوان اول (ای‌یواس) - ۱۸ فوریه ۱۹۴۵[۸]
- کاپیتان (ای‌یواس) - ۲۷ اکتبر ۱۹۴۵[۸]
- کاپیتان (آرای) - ۱۹ اوت ۱۹۴۷[۸] (از ۱۹ دسامبر ۱۹۴۲ رتبه‌بندی می‌شود)
- سرگرد (آرای) - ۱۵ مه ۱۹۵۰[۸]
- سرهنگ دوم (آرای) - ۲۳ ژوئیه ۱۹۵۲[۸]
- سرهنگ (آرای) - ۴ مارس ۱۹۵۸[۸]